# Próchnica (humus)

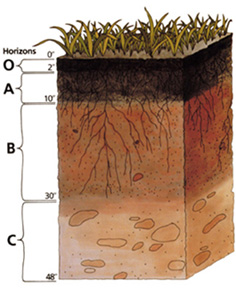
Przekrój gleby, próchnica oznaczona jako O

Próchnica (humus) – bezpostaciowe, organiczne szczątki w różnym stadium mikrobiologicznego i fizykochemicznego procesu rozkładu, głównie roślinne, nagromadzone w glebie albo na jej powierzchni (np. w lesie). Stanowi 70–80% materii organicznej gleby. Próchnica dzieli się na prehumus, będący jeszcze nie całkiem zhumifikowanymi szczątkami organicznymi, oraz humus, czyli bezpostaciowe produkty zaawansowanej humifikacji resztek roślinnych i zwierzęcych. Zależnie od rozpatrywanych właściwości, stosowane są różne określenia próchnicy:
- próchnica iluwialna
- próchnica kwaśna
- próchnica nadkładowa
- próchnica nasycona

Próchnica, a ściślej jej poziom organiczny jest oznaczany w gleboznawstwie literą O.
W glebach leśnych, w zależności od rozmieszczenia materiału organicznego w profilu glebowym wyróżnia się 3 główne typy morfologiczne próchnicy: mull, moder, mor oraz 2 typy przejściowe: moder-mull i moder-mor.
| Typ   | Poziomy                        | Odczyn                                | C:N   | V%          | Trofizm gleb                                                                      | Siedliska                     |
| ----- | ------------------------------ | ------------------------------------- | ----- | ----------- | --------------------------------------------------------------------------------- | ----------------------------- |
| mull  | Ol-A                           | słabo kwaśny; pHKCl 5,5–6,5           | 10–15 | powyżej 40% | eutroficzne o dużej aktywności biologicznej                                       | wielogatunkowe lasy liściaste |
| moder | Ol-Ofh-A                       | kwaśny; pHKCl 4,5–5,5                 | 15–20 | 10–40%      | mezotroficzne i eutroficzne o niekorzystnym składzie gatunkowym drzewostanu       | lasy liściaste i mieszane     |
| mor   | Ol-Of-Oh-Ees lub Ol-Of-Oh-AEes | kwaśny i silnie kwaśny; pHKCl 3,5–5,5 | 30–40 | poniżej 10% | oligotroficzne i zniekształcone gleby mezotroficzne (niska aktywność biologiczna) | bory (lasy iglaste)           |

Objaśnienia symboli w tabeli:
- V% – wysycenie kompleksu sorpcyjnego kationami o charakterze zasadowym
- C:N – stosunek atomów węgla do azotu
- Ol – podpoziom surowinowy
- Of – podpoziom butwinowy
- Ofh – podpoziom detrytusowy
- Oh – podpoziom epihumusowy

W gleboznawstwie rolniczym terminem próchnica określa się zwykle wyłącznie dobrze zhumifikowaną, bezpostaciową materię organiczną.
Próchnica (humus) jest używana jako nawóz.